# Kesselberg (Rangau)
Der Kesselberg ist eine Erhebung im Landkreis Fürth. Er befindet sich im Rangau südöstlich von Cadolzburg, südlich von Egersdorf und südwestlich von  Wachendorf. Etwas östlich liegt der Scheltenberg (378 m). Dazwischen befinden sich etwa neun Weiher. An seiner höchsten Erhebung misst er 396 m. Der Berg gehört zum Fränkischen Keuper-Lias-Land, genauer zum Naturraum Cadolzburger Höhenzug mit der Kennziffer 113.32.